# علي الجاسم
علي صلاح الجاسم، هو لاعب كرة قدم سعودي يلعب كلاعب جناح في نادي الفتح.

## الحياة الشخصية
هو ابن أخ اللاعب الدولي السعودي السابق تيسير الجاسم.

## روابط خارجية
- علي الجاسم على موقع قاعدة بيانات كرة القدم.إي يو (الإنجليزية)
- علي الجاسم على موقع Soccerway.com (الإنجليزية)